# Quintette pour clarinette et cordes (Reger)
Le Quintette pour clarinette et cordes en la majeur opus 146 est un quintette pour deux violons, alto, violoncelle et clarinette de Max Reger. Composé en 1916, l'ultime opus de Max Reger allie la grâce mozartienne, les couleurs du dernier Brahms et les demi-teintes d'un Claude Debussy.
Il existe une version Urtext chez G. Henle Verlag.

## Structure
Le quintette comprend quatre mouvements :
1. Moderato ed amabile
2. Scherzo (vivace) : Superposition de rythmes binaires et ternaires.
3. Largo
4. Finale : Thème avec huit variations (poco allegretto) :
  - a tempo (poco allegretto)
  - a tempo (poco alegretto)
  - vivace
  - quasi tempo primo
  - vivace
  - più lento
  - vivace quasi presto
  - sostenuto

Durée d'exécution : 39 minutes environ

## Discographie sélective
- Max Reger : Quintette avec clarinette op. 146, avec Philipp Dreisbach (clarinette) & quatuor Wendling, (Grammophon 78 tours, A24796)
- Max Reger : Quintette pour clarinette, avec Serge Dangain (clarinette) et l'ensemble Bell'Arte de Stuttgart (Vox Productions, 1973)

## Source
- François-René Tranchefort, Guide de la musique de chambre, éd. Fayard, 1987, p. 738  (ISBN 2-213-02403-0)